# Montsoreau
Montsoreau – miejscowość i gmina we Francji, w regionie Kraj Loary, w departamencie Maine i Loara.
Według danych na rok 2010 gminę zamieszkiwało 480 osób, a gęstość zaludnienia wynosiła 92 osoby/km².